# Čaglin
Čaglin (srbsky Чаглин, maďarsky Cseglény) je vesnice a správní středisko stejnojmenné opčiny v Chorvatsku ve Požežsko-slavonské župě. Nachází se asi 13 km jihovýchodně od Kutjeva, 20 km severovýchodně od Pleternice, 22 km jihozápadně od Našic a asi 27 km východně od Požegy. V roce 2011 žilo v Čaglinu 591 obyvatel, v celé opčině pak 2 723 obyvatel.
Součástí opčiny je celkem 31 trvale obydlených vesnic.
- Čaglin – 591 obyvatel
- Darkovac – 16 obyvatel
- Djedina Rijeka – 129 obyvatel
- Dobra Voda – 16 obyvatel
- Dobrogošće – 12 obyvatel
- Draganlug – 3 obyvatelé
- Duboka – 64 obyvatel
- Imrijevci – 29 obyvatel
- Ivanovci – 20 obyvatel
- Jasik – 2 obyvatelé
- Jezero – 8 obyvatel
- Jurkovac – 21 obyvatel
- Kneževac – 89 obyvatel
- Latinovac – 68 obyvatel
- Migalovci – 129 obyvatel
- Milanlug – 200 obyvatel
- Mokreš – 20 obyvatel
- Nova Lipovica – 37 obyvatel
- Nova Ljeskovica – 486 obyvatel
- Novi Zdenkovac – 10 obyvatel
- Paka – 33 obyvatel
- Ruševo – 265 obyvatel
- Sapna – 77 obyvatel
- Sibokovac – 36 obyvatel
- Sovski Dol – 121 obyvatel
- Stara Ljeskovica – 7 obyvatel
- Stari Zdenkovac – 33 obyvatel
- Stojčinovac – 4 obyvatelé
- Veliki Bilač – 36 obyvatel
- Vlatkovac – 85 obyvatel
- Vukojevica – 76 obyvatel

Opčinou procházejí státní silnice D38 a D53 a župní silnice Ž4124.